# Opet
Opet o Ipet che significa "Luogo del Numero" e più diffusamente chiamato Harem, era l'abitazione riservata alle donne e più genericamente indicava un luogo con numerosa presenza femminile.
È anche conosciuto con il nome Kherenet ovvero "luogo chiuso" perché protetto, segreto e mistico, dove si svolgevano i riti alle numerose divinità protettrici e dove dimoravano le sacerdotesse di Hathor.
L'insieme delle donne dell'opet era indicato con Per-khener.
L'Opet reale era l'insieme degli appartamenti e degli edifici dove viveva la famiglia del sovrano con particolare riferimento alle donne e ai bambini. In questo caso, harem è la libera interpretazione del termine egizio Ipt-niswt (Ipet-nesut) che può essere tradotto con "Gineceo del re".
| M17 | Q3 · X1 | Y1 | Q1 | Z3 | X1 · O49 |

 ipt swt
In epoca ramesside la grafia divenne
| M17 | Q3 · X1 | O45 | Q1 | X1 · Z2 | O49 |

 con il significato di "più eletta delle sedi"
A Luxor, nel grande complesso templare, si trovano le vestigia dell'Opet meridionale, in egizio Opet-resut. Spesso chiamato con il fuorviante "Harem del Sud", era in realtà un sacro luogo custodito dalle sacerdotesse di Amon-Ra, che lo veneravano sotto l'aspetto sincretico del dio Min.
A Karnak, ad est del IV Pilone, l'area riservata alle sacerdotesse era definita Opet-iswt ovvero l'"Opet delle sedi divine"

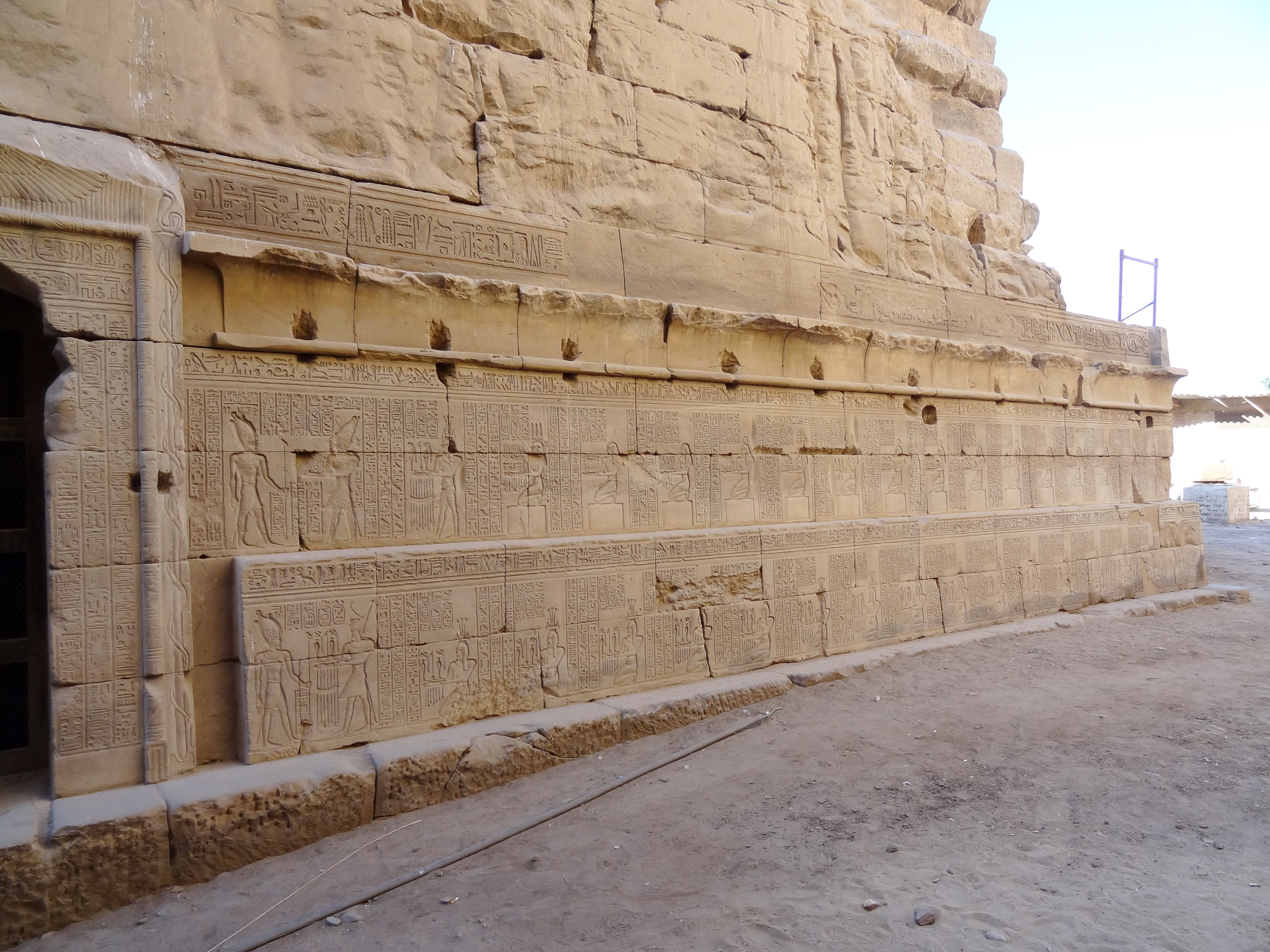
Karnak IV Pilone

L'Opet, o harem egizio, non deve essere confuso con l'Harem turco, detto anche serraglio, dove le donne erano gelosamente custodite, praticamente recluse e sorvegliate da eunuchi. Al contrario, le donne dell'opet godevano della massima libertà.

## Gerarchia dell'Opet
La regina dirigeva tutti gli harem, ma in ciascuno vi era una responsabile detta shepeset ovvero "la Venerabile" con la quale si rapportava e, in sua vece, vi erano o il responsabile di una provincia o un gran sacerdote.
La sposa reale aveva i suoi appartamenti generalmente in un'ala del palazzo reale mentre le principesse, le spose secondarie e le concubine avevano harem istituiti anche in altre città, come è stato dedotto dalla traduzione dei titoli dei funzionari che vi prestavano vari servizi.
Durante il Nuovo Regno la direzione venne talvolta affidata alle spose dei più importanti sacerdoti di Amon.
Risiedevano nell'Opet anche le principesse straniere sposate dai sovrani egizi per ratificare patti di alleanze così come testimoniato dai vari scarabei commemorativi di Akhenaton per sancire l'ingresso nel suo harem di Gilukhipa, figlia di Shuttarna II re di Mitanni.
Per le numerose ipotesi sulla sua storica figura, altra famosa principessa straniera fu Tadukhipa, figlia di un altro re di Mitanni, Tushratta, della quale tuttora è incerto se entrò nell'harem di Amenofi III o Akhenaton e divenendo forse la futura Nefertiti.
Nella dimora non mancavano le figlie dei nobili egizi, nonché le anziane regine o quelle cadute in disgrazia.
Per espletare servizi amministrativi vi erano dei funzionari, la cui carica nell'harem, era molto prestigiosa e primo gradino nella carriera al servizio dello Stato.
Numerosa era la servitù,  il cui lavoro era rispettato e spesso ben retribuito.
Non esistevano gli schiavi, come erroneamente tramandato con il significato odierno della condizione, in quanto il termine hem, usato anche per il sovrano nei confronti degli dei, significa genericamente servo e non schiavo.

## Attività dell'Opet

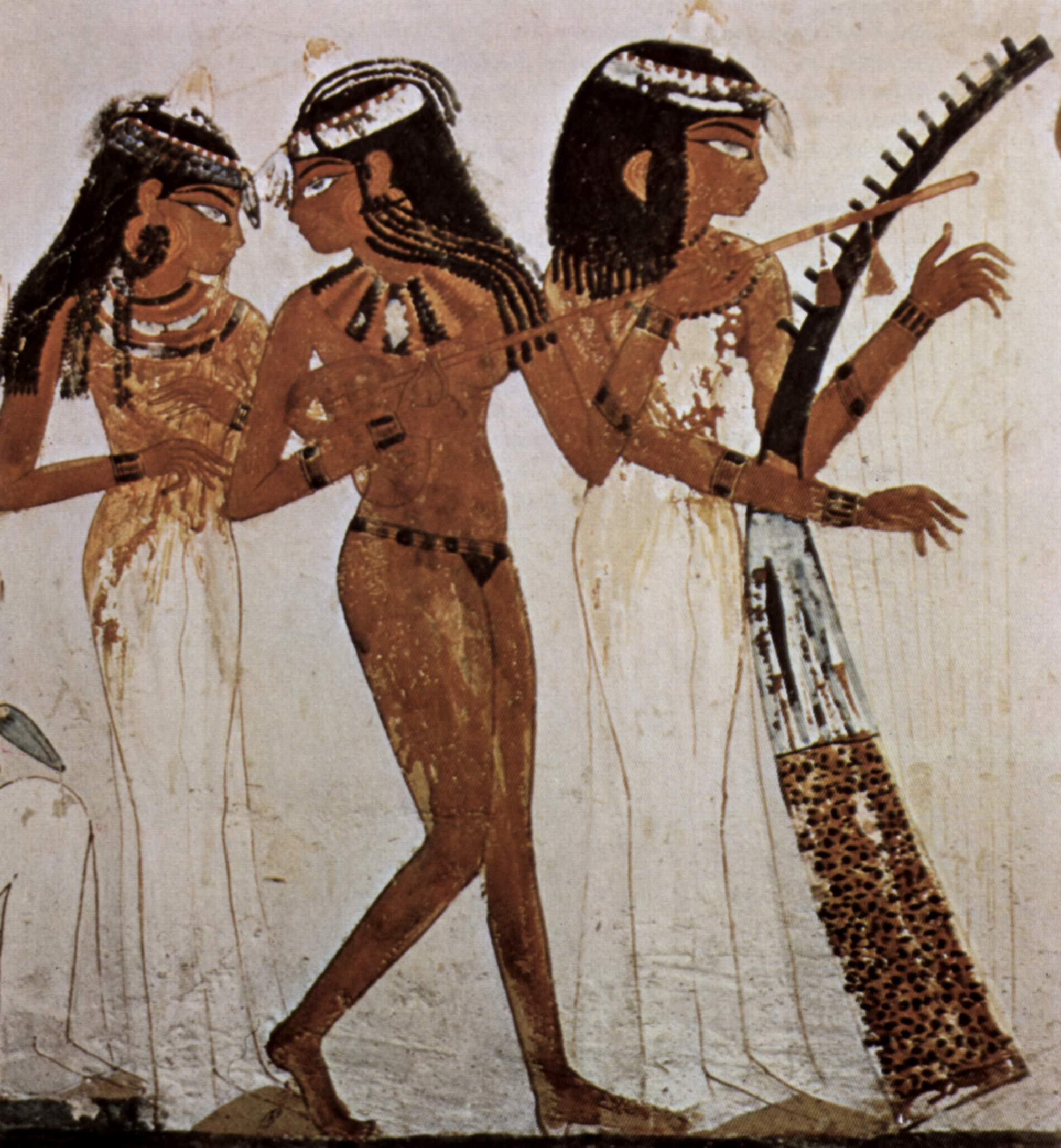
Tomba di Nakht, TT52, musiciste

L'harem reale possedeva terreni e allevamenti con vario personale che vi lavorava e vi abitava, come gli artigiani e la numerosa servitù composta da uomini e donne. Ma la principale attività era la tessitura per fornire abiti cerimoniali per i templi. Si producevano pure oggetti da toilette e belletti.
Non mancavano le scuole di vario tipo come quella di Scriba e quella per le future sacerdotesse.
Vi erano anche musicisti e danzatori per l'intrattenimento del sovrano in visita, anche se non mancavano distrazioni di caccia e pesca come nelle ricche riserve nell'oasi del Fayyum. Dal Papiro Westcar sappiamo che le donne dell'harem distraevano il sovrano Snefru vogando coperte di veli.
Sicuramente il più certo e famoso era l'harem di Gurob, circondato dall'antica città di Mi-wer (o Mer-ur) e ricco di palazzi, botteghe, magazzini, templi e cimiteri. Fu fondato da Meritamon, figlia di Thutmose III, che vi aveva creato anche una famosa scuola per funzionari statali.
Divenne famoso anche per l'Asilo reale, in egizio kep, dove la prole del sovrano veniva educata con i figli dei grandi funzionari e con i figli nobili degli alleati stranieri. Si sviluppavano così delle basi,  chiaramente politiche, favorevoli ad una continuità di intese e di pace tra popoli. Il programma di studi comprendeva la lingua egizia parlata e scritta e la letteratura  considerate materie indispensabili per esercitare il potere ma senza escludere le scritture e le culture straniere. Veniva insegnata la matematica, l'arte militare e praticati esercizi fisici, sport, equitazione e tiro con l'arco.
Le principesse venivano educate alle arti musicali del canto e della danza. Veniva loro insegnato anche a suonare molti strumenti musicali tra i quali il flauto, il liuto, l'arpa e la lira. Era insegnata anche l'arte della tessitura e venivano comunque impartite lezioni di scrittura e lettura.
Il sovrano nei suoi vari spostamenti spesso si faceva scortare dall'harem, alle cui necessità dovevano provvedere i prefetti delle città visitate.

## Storia dell'Opet

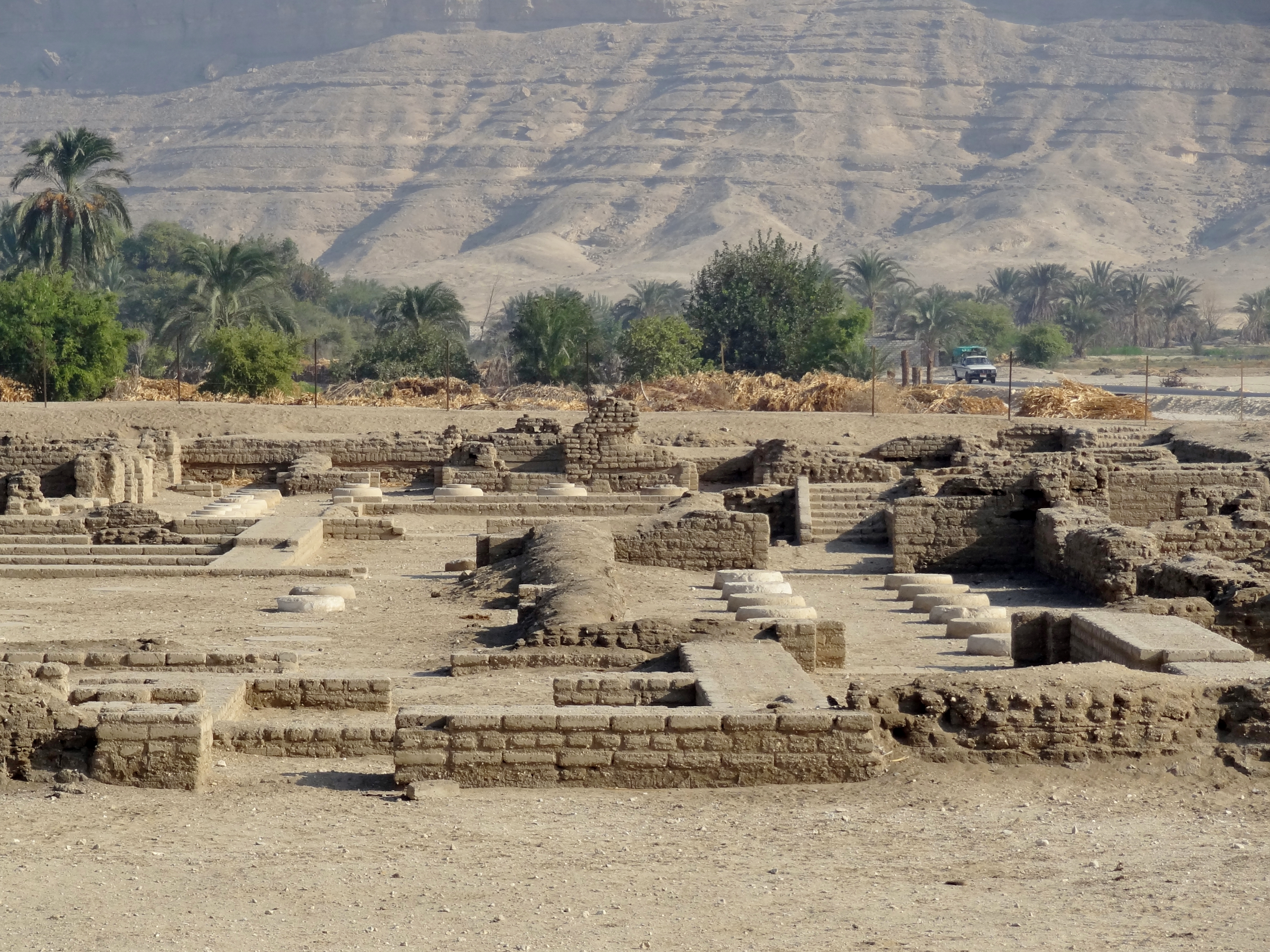
Amarna, Palazzo nord

La prima testimonianza sull'esistenza dell'harem si ha nel Periodo protodinastico con la scoperta ad Abido di numerose sepolture femminili in prossimità della tomba del sovrano Djer
Durante Antico Regno, nella VI dinastia a capo dell'harem vi era la Grande sposa reale trasformandosi di fatto in un'istituzione, amministrativamente e gerarchicamente complessa, ma basilare nello Stato perché educativa ed economica, disponendo anche di rendite fondiarie.
Sono storicamente noti gli harem di Amenofi III a Malkata annesso al palazzo reale, quello di Akhenaton ad Amarna  detto "Palazzo Nord" di cui restano numerose testimonianze e quello di Ramses II nel Fayyum, dove si ritirò la grande sposa ittita Maathorneferura.
Purtroppo le vestigia degli harem non sono distinguibili da quelle di altri palazzi perché entrambi edifici profani e costruiti quindi in mattoni crudi. Di alcuni edifici sono sopravvissuti allo scorrere del tempo solo gli stipiti dell'ingresso e la base delle colonne, entrambi costruiti in pietra,  ma purtroppo i resti non sono sufficienti per comprendere la destinazione d'uso dell'edificio.

## Congiure dell'Opet
La storia egizia, ci insegna che le successioni non avvenivano tranquillamente di padre in figlio, essendo spesso piuttosto turbolente in quanto vigeva il principio che "nessuna generazione va saltata". Sovente, però, non seguiva i criteri di anzianità privilegiando quindi i figli della grande sposa. Questo poteva generare lotte interne con le altre spose secondarie e concubine che vedevano nei loro figli il prosieguo dinastico con onori per loro. Un esempio è dato dalla "Congiura dell'harem", in cui morì Ramses III e dovuto alla circostanza che non si decideva a nominare, tra tutti i figli, il suo successore.
Durante la XII dinastia, il sovrano Amenemhat I,  venne ucciso in un attentato realizzato dall'harem ed il figlio, Sesostri I fece redigere il testo postumo conosciuto oggi come Insegnamento di Amenemhat, dove viene esplicitamente detto:
Anche durante il regno di Pepi I venne scoperto un complotto nell'harem destinato ad ucciderlo, ma che non andò a buon fine grazie a un fidato funzionario di nome Uni (o Weni) che indagò scrupolosamente e con la massima discrezione. Alla fine, venne premiato con notevoli beni e titoli.